# Palazzo Beretta
Palazzo Beretta è un palazzo di Brescia, situato in piazza del Mercato, lungo il fronte nord. È stato costruito nel 1558 da Lodovico Beretta come residenza di lusso per i mercanti del lino qui attivi e costituisce ancora oggi uno dei fronti architettonici distintivi della medesima piazza.

## Storia
Il palazzo viene costruito nel 1558 dall'architetto Lodovico Beretta, dal quale trae il nome, come residenza lussuosa per i mercanti del lino che nella piazza intrattenevano i propri affari. A testimonianza della paternità del Beretta, il Fenaroli ricorda, nella propria opera, che il «disegno dei portici a monte del Mercato del Lino» era appunto opera di Ludovico Beretta e che «essi furono conceduti a persone particolari, mediante lo sborso di L. 300 placet», perché li costruissero «juxta modulum et ordinationes ipsis dandas per dominum Ludovicum Beretta architectum praefatae civitatis». L'intervento, nel complesso, ripete quello già condotto dall'amministrazione comunale circa un secolo prima, nel 1481, quando aveva fatto sostituire i banchetti e le casupole in legno del lato sud con un portico unitario completo di residenze al primo piano.
Tra il 1927 e il 1932 il palazzo viene interessato nei lavori di apertura di piazza della Vittoria: per allargare l'attuale via Gramsci, l'ultima campata est del palazzo viene tagliata e anche il prospetto sul retro viene riadattato al nuovo schema viario. Entrambi i fronti vengono ricostruiti seguendo attentamente il linguaggio architettonico del resto del palazzo, ma ovviamente non sono più gli originali.
Il palazzo è ancora oggi occupato da una serie di esercizi commerciali, sia al piano terra, sia al piano superiore.

## Descrizione
La facciata meridionale, che si impone sullo spazio del primo tratto della piazza, è suddivisa in due ordini: in quello inferiore si apre un lungo porticato di dieci arcate, alte e slanciate, con pilastri e cornice resi a bugnato. Il livello superiore è invece scandito da lesene di ordine corinzio in successione, frapposte alle quali si aprono grandi finestre concluse da cimase alternatamente triangolari e semicircolari. Corona il prospetto una spessa fascia con fregio centrale, decorato con fogliame a girali.
Il prospetto ovest presenta lo stesso impianto architettonico, ma è arricchito da una teoria di busti in stucco ad altorilievo collocati nelle cimase delle finestre. È inoltre più corto e il portico alla base si sviluppa per sole cinque campate.
La collocazione del palazzo all'interno della piazza, molto avanzata a sud verso i portici quattrocenteschi, porta la piazza ad assumere una pianta a L, il cui vertice interno è appunto l'angolo tra i prospetti sud e ovest del palazzo.

## Galleria d'immagini

Un prospetto d'insieme con il palazzo del Beretta
Palazzo Beretta con sulla sinistra palazzo Martinengo Palatini e sulla destra piazza Vittoria